# 岡山県道198号井倉停車場線
岡山県道198号井倉停車場線（おかやまけんどう198ごう いくらていしゃじょうせん）は、岡山県新見市を通る一般県道である。

## 概要
JR西日本伯備線 井倉駅と国道180号を結ぶ。
本路線の大半は国道180号旧道である。
本路線から井倉洞までは少し離れている。国道180号岡山・高梁方面から本路線に右折進入すること、本路線から国道180号岡山・高梁方面に左折進入することは禁止されている。

### 路線データ
- 起点：岡山県新見市井倉（JR西日本伯備線 井倉駅前）
- 終点：岡山県新見市井倉（国道180号交点）
- 総延長：0.8 km

## 歴史
- 2006年（平成18年）4月1日 - 県道の管理権限を岡山県から新見市へ移譲[1]。

## 地理

### 通過する自治体
- 新見市

### 交差する道路
| 交差する道路 | 交差する場所 | 交差する場所 |
| ------------ | ------------ | ------------ |
| 国道180号    | 井倉         | 終点         |

### 沿線
- JR西日本伯備線 井倉駅
- 高梁川